# Association canadienne de philosophie
L'Association canadienne de philosophie (ACP) (anglais : The Canadian Philosophical Association) est une association qui a été fondée en 1958 afin de promouvoir l'enseignement et la recherche en philosophie au Canada.
Ses bureaux se trouvent à l'Université Saint-Paul d'Ottawa. De ses anciens présidents sont David Braybrooke, Kai Nielsen, Ronald de Sousa, Adèle Mercier et Thomas De Koninck.
Elle publie une revue trimestrielle : Dialogue.